# Dina Dahbany-Miraglia
Dina Dahbany-Miraglia (nacida en 1938, Nueva York) es una antropóloga lingüística yemení nacida en Estados Unidos. 
Es alumna de una ieshivá asquenazí ortodoxa exclusiva para niñas, Hunter College y la Universidad de Columbia, y obtuvo un doctorado. ( antropología, 1983). Su trabajo se ha centrado en los judíos yemenitas y su enseñanza sobre ESL . Dahbany-Miraglia se desempeñó como profesora en Queensborough Community College (una rama de City University of New York ) hasta su jubilación. Dina Dahbany se casó, por primera vez, con Joseph Miraglia en 1960 (número de licencia 22535) en Manhattan, Nueva York. Se casó, en segundas nupcias, con Steven Kutyna, el 24 de octubre de 2000, en Queens, Nueva York .

## Publicaciones
- Comportamiento protector verbal entre judíos yemenitas, 1975
- La comunidad judía yemenita, 1980
- Un análisis de la identidad étnica entre los judíos yemenitas en el área metropolitana de Nueva York, 1982
- Poesía judía yemenita, 1982
- Danza judía yemenita americana : los veteranos y sus hijos, 1988
- Hablar bien inglés americano, 1999